# タカハシアキラ
タカハシ アキラ（1980年2月28日 - ）は、日本の写真家。東京都武蔵野市出身。
本業の他、アニメーター、映像クリエイター、アートディレクション、デザイナー、イラストレーター等として活動している。アニメーション作品参加時は漢字表記が多い。
広告写真で主にポートレートを撮りながら、ストリートスナップをライフワークとしている。
敬愛する写真家はロベール・ドアノー、エリオット・アーウィット、長濱治、浅川英郎、アニー・リーボヴィッツ、アーヴィング・ペン。
PROMAX ASIA 2015 Singapore にて、ウォーキング・デッドの日本オリジナル制作アニメCM『FOX JAPAN - 5 CHANNEL ZOMBIE FESTIVAL』 が "Silver award" 受賞。（山崎大佑と共同ディレクター、アニメーションディレクター全担当）

## 略歴
- 代々木アニメーション学院東京校卒業後、2000年、テレコムアニメーションフィルム入社。
- 翌年、タツノコプロの分室「タツノコVCR」を経て、大友克洋監督長編映画「STEAM BOY」の社内動画班へ参加。
- 以降、プロダクション・アイジー、サテライト等へ在籍、関連作品・他社作品へ参加。原画、作画監督、演出、絵コンテ等を経験。
- 2006年より写真家として活動を開始。
- 2015年頃より長濱治に師事。委託写真家として従事。

## 主なCD・DVD（ジャケット・ブックレット）
- SOUL'd OUT ベスト盤『10th Anniversary BEST & BOX "Decade"』PHOTO BOOK
- U-KISS 『Days in Japan Vol.2 -Record of 2012- (DVD)』ジャケット
- 瀬尾一三 『時代を創った名曲たち』アートディレクション・デザイン・ジャケット写真
- 瀬尾一三 『時代を創った名曲たち2』ジャケット写真
- 土岐英史 『12keyにフル対応出来る究極アドリブ練習法2』ジャケット写真
- 石田匠 『Authentic Blue』ジャケット写真・アートディレクション
- 椎名慶治 『-ing』ジャケット写真
- ALL OFF 『One More Chance!!』ジャケット写真
- ALL OFF 『Never Gave Up』ジャケット写真
- 竹本健一 『LIMITED』アートディレクション・ジャケット写真・デザイン
- 初芝崇史 『KISEKI -奇跡-』ジャケット写真
- 初芝崇史 『星命』ジャケット写真
- 初芝崇史 『Horizon』ジャケット写真
- FEMM 『Femm-Isation』ジャケット写真
- waterweed 『Ashes』ジャケット写真

## 広告、ポスター、その他
- 映画『メランコリック』メインビジュアル写真
- ウーマンラッシュアワー単独公演 『ダーティーな漫才60分 & キュートな漫才60分』ポスター撮影・デザイン
- 西野亮廣 『サーカス』ポスター撮影・デザイン
- AbemaTV 『ラスト亀田興毅』全撮影・限定写真集撮影
- G-SHOCK x Asics Tiger スチール撮影
- Paraboots カタログ撮影

## CM
- クラリーノ「タフロック」-こくばんの中の大冒険- アニメーションディレクター
- Pokemon GX『Pokemon Table card game』2Dアニメーションディレクター
- FOX MOVIES『SATURDAY BLOCK BUSTER』2Dアニメーションディレクター
- FOX Japan『5 channel Zombie Festival』 teaser for The Walking Dead S5. 2Dアニメーションディレクター

## 書籍
- FACT 『FACT』SCORE BOOK ライブ写真
- FACT SCORE BOOK 『In the blink of an eye』ライブ写真
- ジョーブログ著『JOE DAYS』表紙

- ジョーブログ著『瞬発力の高め方』表紙

- ジョーブログ・タカハシアキラ共著『ジョー プロボクサーへの道 -軌跡-』写真集
- 森田まさのり・タカハシアキラ共著『べしゃる漫画家』全撮影